# Mitchell McPike
Mitchell McPike (Birmingham, 1991. szeptember 21. –) angol labdarúgó, aki jelenleg a Birmingham Cityben játszik, középpályásként.

## Pályafutása

### Birmingham City
Mitchell McPike a Birmingham City saját nevelésű játékosa, csakúgy mint bátyja, James. 2008-ban mezszámot kapott a sérülések által tizedelt felnőtt csapatnál. Komoly szerepe volt abban, hogy az ificsapat a 2008/09-es szezonban bejutott az FA Youth Cup döntőjébe. Az idény végén Jordon Mutch-hoz és Ashley Sammonshoz hasonlóan megkapta első profi szerződését, mely 2011-ig köti őt a Birminghamhez.

## Külső hivatkozások
- Mitchell McPike adatlapja a Birmingham City honlapján